# Tatort: Risiken mit Nebenwirkungen
Risiken mit Nebenwirkungen ist ein Fernsehfilm aus der Krimireihe Tatort. Der vom SRF produzierte Beitrag ist die 1208. Tatort-Episode und wurde am 11. September 2022 im SRF, im ORF und im Ersten ausgestrahlt. Das Zürcher Ermittlerduo Grandjean und Ott ermittelt in seinem vierten Fall.

## Handlung
Isabelle Grandjean und Tessa Ott untersuchen den gewaltsamen Tod der Anwältin Corinne Perrault. Sie arbeitete für eine Kanzlei, deren Hauptkunde ein Pharmakonzern ist, für den sie unberechtigte Forderungen abwehren sollte. So bietet der aktuelle Fall, bei der ihre Mandantin Dorit Canetti den Pharmakonzern auf Schadensersatz verklagen will, den Ermittlerinnen das größte Motiv. Die Tochter, Klara Canetti, zeigt massive Nebenwirkungen, seit sie ein neues Medikament der Firma abgesetzt hat.
Grandjean und Ott recherchieren im beruflichen Umfeld des Opfers und stoßen schon bald auf so einige Ungereimtheiten. Denn obwohl sich das neue Medikament angeblich bestens im Markt eingeführt hat, lässt der Pharmakonzern den Canettis 12 Millionen Franken Entschädigung anbieten. Zudem hatte man Perrault von dem Fall abgezogen und die weiteren Verhandlungen an ihren Kollegen Matteo Riva übergeben.
Klara, die Vertrauen zu den Kommissarinnen gefasst hat, verrät ihnen, dass sie kein Geld will, sondern „alle sollen erfahren, was los ist.“ Corinne Perrault hätte sich auch einmal mit ihr allein unterhalten und erklärt, dass ihr es sehr leid tue, was Klara durchmachen müsse. Offensichtlich war Perrault zwischen die Fronten geraten und wurde zum Schweigen gebracht, damit sie dem Konzern, der gerade in einer sensiblen Phase der Zulassung des neuen Medikaments steckt, nicht schaden kann. Als Täter kommt für die Ermittlerinnen zunächst Matteo Riva in Frage. Ihm gegenüber hatte Perrault geäußert, nicht mehr so weiter machen zu wollen. Eine weitere Verdächtige ist Regula Arnold, die Entwicklerin des neuen Medikaments. Perrault hatte zahlreiche Informationen gegen Arnold gesammelt und hatte vor, alles zu veröffentlichen. Aber auch Kanzleichefin Martina Widmer käme als Täterin in Frage, da sie die Abtrünnigkeit ihrer Mitarbeiterin als Verrat ansehen musste, zudem wird sie extrem von Regula Arnold unter Druck gesetzt. Diese wird jedoch unerwartet selbst zum Opfer, als sie den Fehler macht und sich beim Verfasser eines Gutachtens gegen ihr Medikament beschweren will. Dabei provoziert sie den Mann derart, dass er den nächstbesten Gegenstand greift und sie damit erschlägt. Zu seiner Verteidigung gibt er an, die Frau stoppen zu müssen, weil sie sehr vielen Menschen geschadet hätte. Damit bleibt Kanzleichefin Widmer die Hauptverdächtige und die Ermittlerinnen überlegen, wie sie ihr den Mord nachweisen können. Sie wollen ihr eine Falle stellen und bitten Matteo Riva um seine Mitarbeit, da so auch eindeutig seine Unschuld bewiesen wäre. Er nimmt Kontakt zu Widmer auf und stellt sie zur Rede. Dabei gibt sie Tat zu und, da er verkabelt ist, hat die Polizei ein beweiskräftiges Geständnis in der Hand.

## Hintergrund
Der Film wurde vom 22. Januar 2021 bis zum 31. März 2021 gedreht.

## Rezeption

### Kritiken
Christian Buß vom Spiegel meinte: „Die Rollenprofile der Panscher und der Rechtsverdreher werden in diesem Pharma-Krimi derart formelhaft ausgefüllt, dass man am liebsten die fragwürdigsten Pillen in sich hinein schmeißen würde, um die Langeweile zu vertreiben.“
Bei der Süddeutschen Zeitung urteilte Claudia Fromme: „Bei so vielen Klischees kann man leicht den Überblick verlieren, in Zürich nicht, da wurde sehr aus der Luft gefilmt. Man weiß nicht, ob die Abteilung Kamera neue Drohnen bekommen hat oder die Draufsichten die übergroße Macht der Konzerne symbolisieren sollen. Ein wenig bleibt die Spannung bei so vielen Rundflügen auf der Strecke.“
Martina Kalweit  wertete für Tittelbach: „Marcel Vaid schuf einen Klangteppich, der sich nie in den Vordergrund drängt, aber an den Wendepunkten der Geschichte den Puls neu justiert.“
Julia Stephan vom St. Galler Tagblatt schrieb: „Die deutschen Drehbuchschreiberinnen Stefanie Veith und Nina Vukovic, die schon für die ziemlich abgefahrene Folge «Schattenkinder» im Zürcher Kunstmilieu verantwortlich waren, haben ein Drehbuch geschrieben wie ein Lochsieb. Als habe man sich erst in der Mitte des Drehbuchs auf den Täter geeinigt, fällt Handlungsstrang um Handlungsstrang durch die Maschen, ohne weiter verfolgt zu werden.“
stern.de urteilte: „Wie schon bei den anderen drei Fällen zuvor kann auch der neue Krimi aus der Schweiz nicht hundertprozentig überzeugen. Ein Pluspunkt: ‚Risiken mit Nebenwirkungen‘ ist spannender als die zwei Vorgänger. Es tauchen einige Personen auf, die alle verdächtig erscheinen - deshalb tappt man als Zuschauer lange im Dunkeln. Allerdings verzettelt sich der Film an manchen Stellen, was die Spannung streckenweise einbrechen lässt.“

### Einschaltquoten
Die Erstausstrahlung von Risiken mit Nebenwirkungen am 11. September 2022 wurde in Deutschland von 7,37 Millionen Zuschauern gesehen und erreichte einen Marktanteil von 25,8 % für Das Erste.